# Objektivitet
Objektivitet är inom filosofi ett centralt koncept som generellt betecknar ett sakligt och opartiskt förhållningssätt inför något. Motsatsen är subjektivitet. Att något är objektivt sant, en objektiv sanning, betyder att det är sant oberoende av subjektivitet. Objektivitet är vanligen ett ideal i samband med undersökningar, eftersom resultatet i möjligaste mån förväntas vara oberoende av forskarens åsikter eller föreställningar. Objektivitet framhålls ofta även som ett grundläggande ideal vid journalistiskt arbete. En viktig fråga inom filosofi är huruvida det är möjligt att framställa någonting objektivt.
Kritisk granskning är centralt för att upprätthålla objektivitet genom att upptäcka och motverka bristande objektivitet eller felaktigheter. 
Bristande objektivitet kan karakteriseras på följande sätt:
1. framställningen är behäftad med sakliga fel, ett ensidigt urval av fakta, fel i metodtillämpning eller logiska inkonsekvenser,
2. politiska, moraliska eller religiösa intressen och värderingar hos författaren har påverkat framställningen, och
3. dessa intressen och värderingar gynnas av framställningens fel eller brister.